# Yokote Masuda Manga Museum
Le Yokote Masuda Manga Museum (横手市増田まんが美術館, Yokote-shi Masuda Manga Bijutsukan) est un musée consacré à l'art du manga, situé dans la ville de Yokote, dans la préfecture d'Akita au Japon.

## Histoire
Le musée a été inauguré le 21 octobre 1995 dans le cadre du centenaire de la création du bourg de Masuda (aujourd'hui intégré à la ville de Yokote), avec pour objectif initial de rendre hommage à Takao Yaguchi, un mangaka natif de la région et célèbre pour son œuvre Paul le pêcheur. À la suggestion de Yaguchi, le projet s'est élargi pour devenir un musée consacré à la culture du manga dans son ensemble, mettant l'accent sur la conservation des dessins originaux. En 2017, des travaux de rénovation ont débuté pour améliorer les installations de stockage et d'exposition, et le musée a rouvert en mai 2019 sous la direction honoraire de Yaguchi jusqu'à son décès en 2020.

## Collections et expositions
Le musée possède une collection de plus de 480 000 dessins originaux, appelés genga, réalisés par environ 180 artistes japonais et internationaux. Parmi les œuvres phares figurent celles de Takao Yaguchi, ainsi que d'autres mangakas renommés comme Leiji Matsumoto (Galaxy Express 999) et Yōichi Takahashi (Captain Tsubasa). 
L'espace d'exposition permanente est centré autour d’un hêtre, symbole du musée et de la préfecture d'Akita, et présente les œuvres de 74 artistes qui sont renouvelées régulièrement. Une section spéciale, le Manga-no-Kura (entrepôt de manga), permet aux visiteurs d’observer le travail d’archivage à travers des vitres. Le musée propose également des expositions temporaires, une bibliothèque de 25 000 mangas accessibles au public et un café thématique.

## Accès
Le musée est situé à environ 30 minutes en voiture de la gare de Yokote ou 10 minutes de la gare de Jūmonji avec un bus local. Il est ouvert de 10 h à 18 h (dernière entrée à 17 h 30) et fermé le troisième mardi de chaque mois (ou le lendemain si ce jour est férié). L’entrée est gratuite pour les expositions permanentes, mais payante pour les expositions spéciales.